# Мазаинас
Мазаѝнас (на италиански и на сардински: Masainas) е село и община в Южна Италия, провинция Южна Сардиния, автономен регион и остров Сардиния. Разположено е на 57 m надморска височина. Населението на общината е 1353 души (към 2010 г.).